# Uwe Carstens
Uwe Carstens (* 24. November 1948 in Sankt Peter-Ording) ist ein deutscher Politikwissenschaftler und Soziologe.

## Werdegang
Nach dem Magisterexamen promovierte Carstens mit einer empirischen Untersuchung über Die Flüchtlingslager der Stadt Kiel  an der Universität Kiel zum Dr. phil. Es folgten zahlreiche Veröffentlichungen zum Thema Flucht, Vertreibung und Integration. Anfang der 1990er Jahre wandte sich Carstens der Tönnies-Forschung zu. Er publizierte die erste und einzige Biographie Ferdinand Tönnies’, deren 2. aktualisierte Auflage 2013 im Verlag des Nordfriesischen Instituts erschien, und außerdem eine Arbeit über die Freundschaft Ferdinand Tönnies’ zu dem Husumer Dichter Theodor Storm. Im Auftrage der Ferdinand-Tönnies-Gesellschaft (FTG) gab er von 1994 bis 2019 die Zeitschrift Tönnies-Forum heraus und war von 2006 bis 2020 Mitherausgeber der Ferdinand Tönnies Gesamtausgabe. Nach langjähriger Recherche entdeckte Carstens 2013 das verschollene Manuskript des 2., 3. und 4. Teiles von Tönnies´ "Geist der Neuzeit". Der dazugehörige Band der TG erschien, ediert von Uwe und Bärbel Carstens, 2016.
Von 1992 bis 2016 war Carstens Geschäftsführer der 1956 gegründeten FTG und leitete das Studentenwohnheim Ferdinand-Tönnies-Haus. Ebenfalls seit 1992 erfüllte er Lehraufträge an der Christian-Albrechts-Universität zu Kiel. Zudem war er wissenschaftlicher Referent der FTG.
Am 9. Februar 2010 erhielt Uwe Carstens das Bundesverdienstkreuz am Bande für seine ehrenamtliche Forschungsarbeit.

## Veröffentlichungen (Auswahl)
- Hrsg., gemeinsam mit Carsten Schlüter-Knauer: Der Wille zur Demokratie. Traditionslinien und Perspektiven. Duncker und Humblot, Berlin 1998, ISBN  978-3-428-08801-0.
- Ferdinand Tönnies. Friese und Weltbürger. Eine Biographie. Zweite, erweiterte Auflage, Nordfriisk Instituut, Bräist/Bredstedt 2013, ISBN 978-3-88007-381-4 (zuerst 2005).
- (Hrsg.): Ferdinand Tönnies. Der Sozialstaat zwischen Gemeinschaft und Gesellschaft. Nomos, Baden-Baden 2014, ISBN 978-3-8487-1626-5.
- In meinem Hause sagt man nicht "Heil Hitler!". Ferdinand Tönnies Kampf gegen den Nationalsozialismus. 2. Auflage. Norderstedt 2020, ISBN 978-3-75261-129-8.
- Die Nissenhütte. Norderstedt 2020, ISBN 978-3-75196-895-9.